# شهيرة أمين
شهيرة أمين هي صحفية مصرية أعلنت استقالتها من منصبها نائب رئيس قناة «نايل تى.في» يوم 3 فبراير 2011 لأن رؤساءها أخبروها أن عليها تغطية المظاهرات المؤيدة لحسني مبارك فقط. وهي كانت تعمل كذلك منذ 8 سنوات كمراسلة لقناة سي إن إن لبرنامج «داخل أفريقيا». وتعمل الآن كصحفية مستقلة وتكتب في عدة مواقع باللغة الإنجليزية وتخرج أفلام تسجيلية للأمم المتحدة .وايضا تعمل مراسلة لموقع إندكس أون سنسرشيب. , وحاصلة على عدة جوائز دولية من دول عديدة : جائزة هولمز لحرية التعبير من جامعة جوتنبرج بالسويد وجائزة خوان أنجيتا بردو من جامعة كوردوبا بأسبانيا وجائزة التميز من منتدي المفكريين العالمي بالعاصمة اليونانية .